# Worf
Worf er en fiktiv figur af racen klingon i Star Trek-universet. Han optræder primært i serien Star Trek: The Next Generation, de sidste 4 sæsoner af serien Star Trek: Deep Space Nine og de fire spillefilm baseret på Star Trek: The Next Generation.
Efter at være blevet forældreløs blev Worf opfostret af menneskelige plejeforældre. Han har en søn ved navn Alexander, en bror ved navn Kurn samt en stedbror.
Selvom han er opvokset blandt mennesker, har Worf stor respekt for klingonsk kultur, traditioner og æresbegreber.
Worf spilles af skuespiller Michael Dorn.